# Condado de Thurston (Nebraska)
O Condado de Thurston é um dos 93 condados do estado norte-americano de Nebraska. A sede do condado é Pender, que é também a sua maior cidade. O condado tem uma área de 1026 km² (dos quais 6 km² estão cobertos por água), uma população de 7171 habitantes, e uma densidade populacional de 7,0 hab/km² (segundo o censo nacional de 2000). Foi fundado em 1889 e o seu nome é uma homenagem a John Mellen Thurston (1847-1916), senador pelo estado do Nebraska.